# When Legends Rise
When Legends Rise (с англ. — «Когда легенды восстают») — седьмой студийный альбом американской рок-группы Godsmack, выпущенный 27 апреля 2018 года.

## Об альбоме
Ещё в 2015 году фронтмен группы Салли Эрна говорил о своём желании создать новый звук для Godsmack в их следующем альбоме. Он выразил желание изменить то, как группа оказалась в жанре хэви-метала, и пожелал перейти в звук хард-рока. Позже он описал альбом в 2017 году как «переизобретение» для группы, как «новую главу», сопоставленную с более старыми альбомами, которые он назвал «винтажной классической Godsmack». Группа работала с музыкальным продюсером Эриком Роном над альбомом, чтобы помочь группе приблизиться к альбому с нового направления. Салли Эрна описал альбом:
Это было как развитие автора песен. Я хотел ещё больше расправить крылья, использовать весь опыт, который у меня получался при написании разных типов музыки за эти годы, и применить его, чтобы найти способ представить более новый, свежий и зрелый звук, сохраняя при этом силу Godsmack.
Первой песней, записанной для альбома с Роном, был первый сингл «Bulletproof»; группа была так счастлива результатом, что работала с Роном над вторым треком «Take It to the Edge». Группа была настолько довольна продюсированным звуком, который добавил Рон, что они решили поработать с ним над всем альбомом. Эрна был сопродюсером, как и на предыдущих альбомах.

## Релиз и продвижение
Название альбома «When Legends Rise» и дата его выпуска были объявлены 28 февраля 2018 года. Группа выпустила первый сингл «Bulletproof» в тот же день и по состоянию в мае 2018 года достиг максимума в чарте Billboard Hot Mainstream Rock Tracks.

## Прием
| Оценки критиков   | Оценки критиков |
| Источник          | Оценка          |
| ----------------- | --------------- |
| AllMusic          | [ 11 ]          |
| 'Blabbermouth.net | [ 12 ]          |

AllMusic в целом похвалил альбом, описав звук как «избавляющий от некоторой горечи, гнева и агрессии … без этого сильного гнева и ползучей тьмы … то, что осталось, это группа, которая остаётся голодной и движимой надеждой», и заключил, что альбом показал группу как «обновленную, уверенную в себе и не менее вызывающую, чем они были в 1998 году. When Legends Rise — это небольшое изменение, но очень приятное, которое неожиданно возбуждает душу».

## Список композиций
| №                   | Название              | Автор(ы)            | Длительность |
| ------------------- | --------------------- | ------------------- | ------------ |
| 1.                  | «When Legends Rise»   |                     | 2:52         |
| 2.                  | «Bulletproof»         |                     | 2:57         |
| 3.                  | «Unforgettable»       | Erna                | 3:28         |
| 4.                  | «Every Part of Me»    |                     | 3:20         |
| 5.                  | «Take It to the Edge» |                     | 3:15         |
| 6.                  | «Under Your Scars»    |                     | 3:51         |
| 7.                  | «Someday»             |                     | 4:44         |
| 8.                  | «Just One Time»       |                     | 3:09         |
| 9.                  | «Say My Name»         |                     | 3:38         |
| 10.                 | «Let It Out»          |                     | 3:41         |
| 11.                 | «Eye of the Storm»    |                     | 3:21         |
| Общая длительность: | Общая длительность:   | Общая длительность: | 38:16        |

## Участники записи
Адаптировано из AllMusic.
Godsmack
- Салли Эрна — ведущий вокал, гитара, фортепиано
- Тони Ромбола — гитара, бэк-вокал
- Робби Меррилл — бас-гитара, бэк-вокал
- Шеннон Ларкин — барабаны

Дополнительные музыканты
- The Gilbert H. Hood и West Running Brook Choir — дополнительный вокал на «Unforgettable»
- Звездлина Халтакова — скрипка на тему «Under Your Scars»
- Ирина Чиркова — виолончель на тему «Under Your Scars»

Производство и дизайн
- Эрик Рон — производство, продюсер
- Тед Дженсен — мастеринг
- Трой Смит — фотография
- Джон Фельдманн — композиция
- Клинт Лоури — композиция

## Чарты
| Чарт (2018)                       | Высшая позиция |
| --------------------------------- | -------------- |
| Австралия (ARIA)                  | 55             |
| Австрия (Ö3 Austria)              | 12             |
| Бельгия/Фландрия (Ultratop)       | 58             |
| Бельгия/Валлония (Ultratop)       | 122            |
| Канада (Canadian Albums Chart)    | 6              |
| Нидерланды (Album Top 100)        | 153            |
| Германия (Offizielle Top 100)     | 21             |
| Новая Зеландия (RMNZ)             | 7              |
| Шотландия (Scottish Albums Chart) | 54             |
| Швейцария (Schweizer Hitparade)   | 28             |
| США Billboard 200                 | 8              |